# Dasymys alleni
Dasymys alleni — вид болотяного пацюка, описаного в 1953 році, поширеного на горі Рунгве в південно-західній Танзанії. Сучасні дослідження таксономії розходяться: Міжнародний союз охорони природи визнає D. alleni підвидом більш поширеного D. incomtus, тоді як Вілсон і Рідер спостерігають за відновленням виду як унікального серед видів ссавців світу. У своєму недавньому аналізі Verheyen et al. описують поширення D. alleni як охоплююче гори Східної Дуги та гірські вулканічні регіони навколо озера Танганьїка та, можливо, нагір’я Марунгу в Демократичній Республіці Конго.

## Bibliography
- Happold, Meri; Happold, David C. D. (ред.). The Mammals of Africa. In press. Amsterdam: Academic Press.